# Justizfall Robert Willi
Der Fall Robert Willi ist ein Schweizer Justizfall, bei dem der Mechaniker Robert Willi († 1996 oder 1997; Vater von Jean Willi) 1953 wegen Mordes an seiner Ehefrau zu 15 Jahren Haft verurteilt wurde. Willis Bemühungen um ein Wiederaufnahmeverfahren fanden Unterstützung durch Journalisten, blieben aber erfolglos.

## Justizfall
Die Serviererin Hedwig Willi wurde am 29. April 1953 in der Utengasse in Basel an einem Fensterkreuz ihrer Wohnung im zweiten Stock an einem Wäscheseil erhängt gefunden. Für die Polizei, die Feuerwehr und den Hausarzt Peter Mundwyler handelte es sich um Suizid. Weil die Frau an der Hausfassade hing und weil die Polizei den Ehemann Robert Willi und den achtjährigen Stiefsohn Jean im selben Zimmer schlafend anfanden, verfolgte der Untersuchungsbeamte Walter Burkhard die Idee eines Mordes. Salomon Schönberg vollzog kurz vor seinem Tod die erste Leichenschau; sein Untergebener Jürg Im Obersteg übernahm den Fall; um Indizien zu finden, die auf einen Mordfall hinweisen, zog er Max Frei-Sulzer hinzu. Bei den Ermittlungen wurde „so geschlampt, dass eine genaue Rekonstruktion der Vorkommnisse nicht mehr möglich“ war. „Auch die depressive Veranlagung der Frau, die schon wiederholt Selbstmordabsichten geäussert [hatte], [wurde] von den untersuchenden Behörden wie vom Gericht nicht zur Kenntnis genommen.“ Am 2. Dezember 1953 wurde Robert Willi in einem Indizienprozess – da es keine Zeugen gab – zu 15 Jahren Zuchthaus verurteilt.
Willis Vormund, der Journalist und Gerichtsberichterstatter Ernst Würgler-Preiswerk (1904–1985), war von Anfang an von dessen Unschuld überzeugt, und er kämpfte, zusammen mit Hans Martin Sutermeister, im Schweizerischen Beobachter für eine Revision zugunsten Robert Willis.

„Anhand sorgfältiger Abklärungen gelangt der Beobachter 1960 zur Überzeugung, dass sich eine Revison des Verfahrens aufdränge. Ende Februar 1962 bringt er die Sache Robert Willi an die Öffentlichkeit. … In den acht Jahren und neun Monaten, die Robert Willi bereits hinter Gittern verbringt, ist nichts Neues zutage getreten, das sich für seine Schuld, wohl aber einiges, das für seine Unschuld spricht: Fehlende Augenzeugen, fehlendes Motiv, fehlende verbrecherische Anlagen und fehlende Lügenhaftigkeit…“

Willi verweigerte während seiner Haftzeit eine Begnadigung mit der Aussage, er sei unschuldig, in der Hoffnung einer Revision. Um Weihnachten 1964 versuchte Willi, sich durch Erhängen umzubringen, was misslang.

„…Ende August 1970 […] muss der Beobachter feststellen, dass der vorläufig letzte Schritt in der Tragödie des um sein Recht kämpfenden Mannes nicht zu seiner Rehabilitierung geführt hat. Dank [Ernst Würgler-Preiswerk] gelang eine neue Revision. Eugen Läuppi ] erstellt ein Privatgutachten, in dem er überzeugend nachwies, dass die kriminologischen und medizinischen Schlussfolgerungen der offiziellen Gutachter anfechtbar sind. Die Justiz jedoch macht Willis Hoffnung zunichte. … Robert Willi will sein Recht, nicht Gnade. Er hat auf die vorzeitige Entlassung wegen guter Führung verzichtet. Der Staatsanwalt aber unterstellt ihm «Sturheit» und die Absicht, mit dem Wiederaufnahmeverfahren «einen materiellen Zweck» zu verfolgen. … man habe vor dem an Robert Willi begangenen Unrecht die Augen geschlossen, um sich auf diese verkehrte Weise den Ruf der Unfehlbarkeit zu wahren und gleichzeitig dem Kanton … den Griff in die Staatskasse zu ersparen, der zwingende Nebenfolge eines Freispruchs Willis wäre.“

Wie viele andere hielt u. a. der Kolumnist der Basler Zeitung, Hanns U. Christen, „der als Journalist der ‚National-Zeitung‘ den Prozess verfolgte“, Robert Willi für unschuldig. Robert Willi starb 1996 oder 1997, ohne dass sein Fall revidiert / er rehabilitiert worden wäre, obwohl „ein Journalist [wahrscheinlich Ernst Würgler-Preiswerk (1904–1985)] nach dem Urteilsspruch 500 Seiten entlastendes Material zusammengetragen hat“. „Robert Willi hat seine Strafe stur abgesessen und auf eine vorzeitige Haftentlassung verzichtet.“

## Rezeption
Willis Sohn Jean Willi veröffentlichte 1999 den Roman Sweet Home, in dem  „die Geschichte einer Jugend im Schatten [des] Justizirrtums“ seines Vaters erzählt wird. Die Bedeutung des Einsatzes von Ernst Würgler-Preiswerk für Robert Willi kommt im Roman deutlich zum Ausdruck. Sweet Home ist für Martin Suter „ein authentischer Roman. Und das nicht nur, weil er auf Tatsachen beruht“.